# Nemoura fusca
Nemoura fusca är en bäcksländeart som beskrevs av Kis 1963. Nemoura fusca ingår i släktet Nemoura och familjen kryssbäcksländor. Inga underarter finns listade i Catalogue of Life.